# De la Rey (lied)
De la Rey is de titel van een Zuid-Afrikaans lied dat op dit moment een grote populariteit heeft in dit land en het aangrenzende Namibië, waar het lied ondertussen werd verboden. Het is gezongen door Bok van Blerk.

## Clip

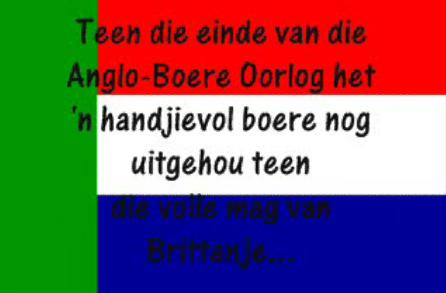
tekst op de Vierkleur (niet de echte clip)

In de clip wordt er de volgende tekst getoond;
Teen die einde van die Anglo-Boereoorlog het 'n handjievol Boere nog uitgehou teen die volle mag van Brittanje.....
Hulle plase verbrand, hulle vrouens en kinders sterwend in konsentrasiekampe.....
82,745 Boere
346,693 Britse soldate
In tye soos die word legendes gemaak...
De clip gaat over de Tweede Boerenoorlog in Zuid-Afrika van 1899-1902. Het laat een veldslag zien tussen de Afrikaner Bittereinders en het Britse Rijk. De zanger, Bok van Blerk, speelt een gewonde soldaat aan de Boerenkant. Ondertussen is er de vlag van de Oranje Vrijstaat te zien, een van de Boerenrepublieken. In de clip zijn de vrouwen en kinderen van de Boeren in Britse concentratiekampen te zien. De clip is online te bekijken op YouTube.

## Discussie
Het lied gaat over de Tweede Boerenoorlog en Koos de la Rey, een succesvolle Boerengeneraal. Het lied zou nationalistische gevoelens oproepen onder de Afrikaners of Boeren. Van Blerk komt openlijk ervoor uit dat hij tegen Apartheid is en tegen de Boeremag, maar trots is op zijn identiteit en zijn taal. Hij wil dat Afrikaners bekend zijn met hun identiteit in de Zuid-Afrikaanse regenboognatie. De Afrikaners moeten daarbij dan aan tafel zitten met Tshwanes, Zoeloes, Sotho's, Anglo-Afrikanen enz. in een democratisch Zuid-Afrika. Bok van Blerk zelf wil een positief zelfbeeld geven aan de Afrikaners in de regenboognatie.
Het lied is onderwerp van controverse, die ook de Nederlandse internetpagina's en kranten haalde. Zo is het lied populair bij extremistische blanken, die een parallel trekken tussen de tekst van het lied en het hedendaagse Zuid-Afrika, waar het Engelse leger symbool staat voor de vermeende zwarte oppressie. Het lied wordt vaak als geuzenlied gezongen waarbij soms ook de oude vlag wordt gebruikt. Sommige concertgangers van Bok Van Blerk dragen hemden met "100% boeremeisie" erop, of met een tekening van generaal de la Rey. In de reportage over De La Rey op de Zuid-Afrikaanse televisie is zelfs een T-shirt met de leus "Anglo-boeremeisie" te zien (terwijl het lied gaat over de strijd tussen boeren en het Engelse leger). Ook bij extremistische zwarten wordt het lied als dusdanig geïnterpreteerd. In Namibië, een buurland met ook een Afrikaanstalige minderheid, is het lied verboden.